# Tadeusz Kunicki (generał)

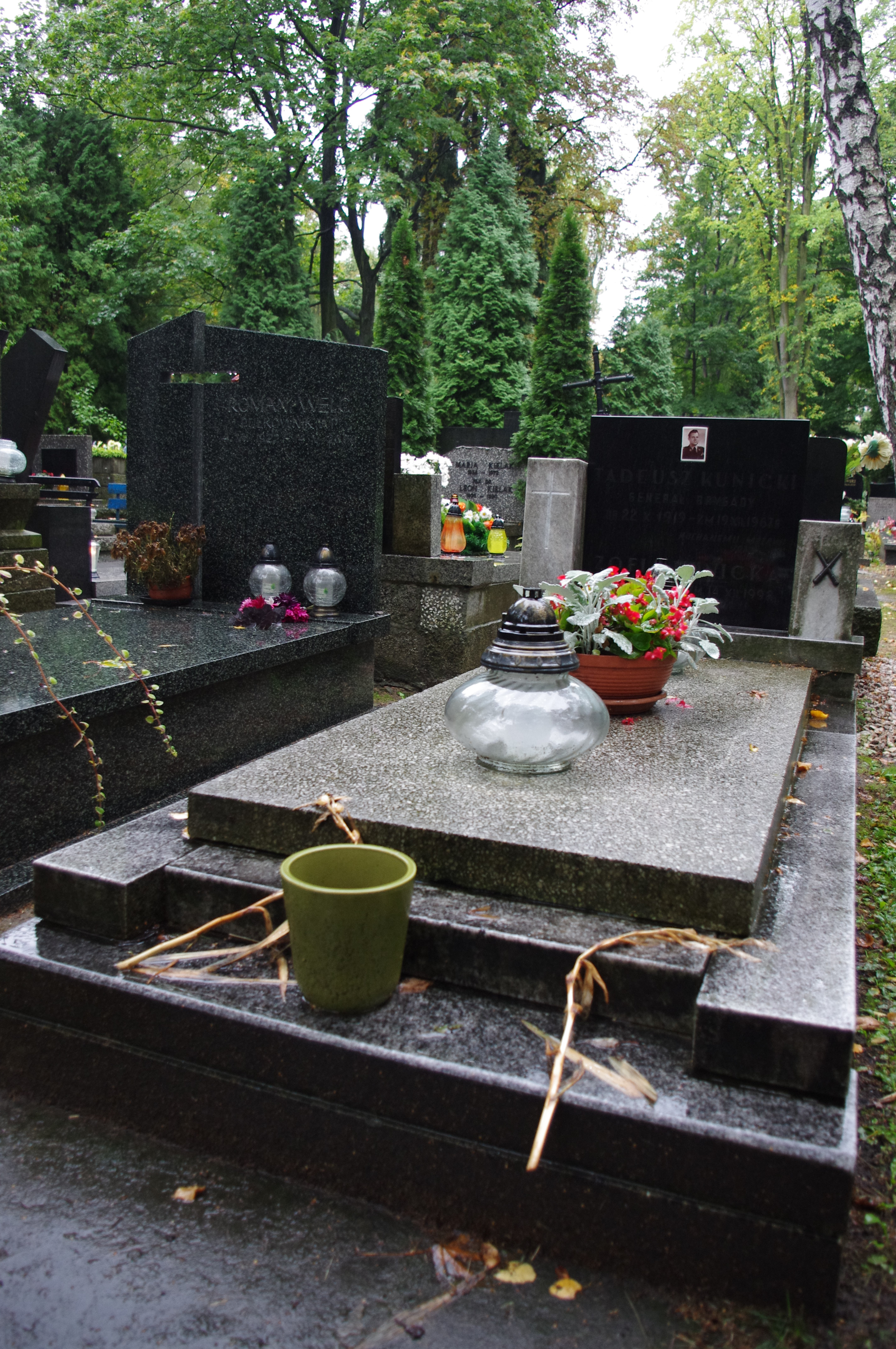
Grób Tadeusza Kunickiego na Cmentarzu Wojskowym na Powązkach

Tadeusz Kunicki (ur. 22 października 1919 we Lwowie, zm. 19 grudnia 1967 w Warszawie) – generał brygady LWP.

## Życiorys
W 1939 ukończył gimnazjum i liceum we Lwowie i zdał maturę. Po aneksji ziem wschodnich RP przez ZSRR 1939-1940 studiował w Akademii Medyczno-Weterynaryjnej we Lwowie, po czym został wcielony do Armii Czerwonej. 1 października 1941 skończył kurs młodszych lejtnantów w Oficerskiej Szkole Artylerii w Szaumiani i został dowódcą plutonu w batalionie robotniczym w Kutaisi. W sierpniu 1943 wstąpił do Armii Polskiej w ZSRR, 29 lutego 1944 został podporucznikiem i dowódcą plutonu w 1 Warszawskiej Brygadzie Artylerii im. Józefa Bema po ukończeniu szkoły artylerii w Kostromie. Walczył nad Turią i Bugiem, potem pod Dęblinem i Puławami, na przyczółku warecko-magnuszewskim, o Warszawę i Wał Pomorski; kontuzjowany podczas walk. Od kwietnia 1946 porucznik, od lipca 1946 kapitan, szef sztabu 34 pułku artylerii lekkiej w Kołobrzegu od maja 1946. Od wiosny 1948 dowódca 74 pułku artylerii haubic w Inowrocławiu w stopniu majora. W grudniu 1949 skończył kurs dowódców pułku artylerii przy Wyższej Szkole Artylerii w Toruniu, a w końcu sierpnia 1951 kurs doskonalenia dowódców w ASG w Rembertowie, po czym został szefem sztabu 6 Dywizji Przełamania w Grudziądzu. Od stycznia 1953 zastępca szefa sztabu Dowództwa Artylerii WP w stopniu pułkownika. Od 20 października 1953 zastępca dowódcy Artylerii WP. W lipcu 1955 mianowany generałem brygady. Od 11 listopada 1955 dowódca artylerii Pomorskiego Okręgu Wojskowego w Bydgoszczy, a od 18 października 1956 zastępca szefa zarządu Sztabu Generalnego WP. Od 6 listopada 1956 zastępca szefa, a od 31 grudnia 1956 szef Artylerii WP. Od kwietnia 1960 do maja 1961 szef Misji Polskiej w Komisji Nadzorczej Państw Neutralnych w Korei. Od 1962 do 1964 studiował w Akademii Wojskowej im. K. Woroszyłowa w Moskwie, po czym został zastępcą komendanta Wojskowej Akademii Politycznej ds. szkolenia taktyczno-operacyjnego i profesorem zwyczajnym WAP.
Uległ wypadkowi drogowemu, w wyniku czego zmarł w szpitalu w Warszawie. Pochowany na Cmentarzu Wojskowym na Powązkach (kwatera A14-1-13).

## Życie prywatne
Był synem Stanisława i Józefy z domu Winkler. Mieszkał w Warszawie. Od 1946 był żonaty z Zofią z domu Chromy (1925-1998).

## Odznaczenia
- Krzyż Komandorski Orderu Odrodzenia Polski (1958)
- Krzyż Walecznych (1946)
- Złoty Krzyż Zasługi (1949)
- Medal 10-lecia Polski Ludowej
- Złoty Medal „Siły Zbrojne w Służbie Ojczyzny” (1958)
- Brązowy Medal „Za zasługi dla obronności kraju” (1966)

I inne.